# Kim Wook
Kim Wook (hangul: 김욱) es un actor y modelo surcoreano.

## Biografía
Estudió teatro y cine en la Universidad Kookmin (국민대학교).

## Carrera
Es miembro de la agencia Apple of the Eye (애플오브디아이). Previamente fue miembro de la agencia "Yooborn Company" (유본컴퍼니).
En octubre de 2018 se unió al elenco recurrente de la serie Bad Papa donde dio vida al oficial Lee Hyun-soo, un joven detective y colega de la detective Cha Ji-woo (Kim Jae-kyung).
El 17 de abril de 2020 apareció por primera vez como invitado en la serie The King: Eternal Monarch donde interpretó a Choi Nam-jin, un oficial militar durante el Reino de Corea y el 2 de mayo interpretó a un agresivo estudiante en la República de Corea.

## Filmografía

### Series de televisión
| Año  | Título                        | Personaje                 | Notas                    |
| ---- | ----------------------------- | ------------------------- | ------------------------ |
| 2020 | The King: Eternal Monarch     | Choi Nam-jin / Estudiante | 4 episodios - (invitado) |
| 2019 | Melting Me Softly             | Jo Ki-beom (de joven)     |                          |
| 2018 | Touch Your Heart              | Actor                     | ep. #4 - (invitado)      |
| 2018 | Bad Papa                      | Det. Lee Hyun-soo         |                          |
| 2018 | Miss Hammurabi                | Lee Ga-woon               | ep. #11 - (invitado)     |
| 2018 | Short                         | Entrenador Oh             | 4 episodios              |
| 2017 | Because This is My First Life | Gye Yong-suk              |                          |
| 2016 | Local Hero                    | Je-cheol                  |                          |
| 2015 | The Return of Hwang Geum-bok  | -                         |                          |

### Series web
| Año  | Título                        | Personaje     | Notas        |
| ---- | ----------------------------- | ------------- | ------------ |
| 2019 | Cat's Bar                     | Na-bi         | 10 episodios |
| 2019 | Two Hearts                    | Lee Young-jae | 6 episodios  |
| 2018 | Taste of Cat                  | Na-bi         | 4 episodios  |
| 2018 | Between Friendship and Love 3 | Nam Woo-jung  | 12 episodios |
| 2018 | My Ex Diary                   | Sang-hyuk     | 8 episodios  |

### Películas
| Año  | Título           | Personaje        | Notas                                                                                        |
| ---- | ---------------- | ---------------- | -------------------------------------------------------------------------------------------- |
| 2021 | Finding Angel    | Je-gyoon         | junto a Park Sung-il, Lee Young-ah, Jeon Moo-song, Moon Sook, Kim Hee-chang y Kim Jung-young |
| 2019 | A Daytime Picnic | Lee Chan-hee     | [ 6 ] [ 7 ]                                                                                  |
| 2018 | The Great Battle | Nool-ham         | junto a Jo In-sung, Nam Joo-hyuk, Park Sung-woong y Bae Seong-woo                            |
| 2018 | Marital Harmony  | Joven del Pueblo | junto a Shim Eun-kyung, Lee Seung-gi, Yeon Woo-jin, Kang Min-hyuk y Choi Woo-shik            |
| 2015 | 서울 투어        | 형석             |                                                                                              |

### Aparición en videos musicales
| Año  | Interpreté(s)                 | Canción    | Notas                |
| ---- | ----------------------------- | ---------- | -------------------- |
| 2020 | Long:D (롱디) ft. Summer Soul | "SPACEDOG" | junto a Choi Hee-jin |

### Anuncios
| Año  | Título                       | Notas |
| ---- | ---------------------------- | ----- |
| 2020 | 현대자동차 - 현대 스마트센스 |       |